# Dickinson South (Dakota del Norte)
Dickinson South es un territorio no organizado ubicado en el condado de Stark en el estado estadounidense de Dakota del Norte. En el Censo de 2010 tenía una población de 516 habitantes y una densidad poblacional de 0,97 personas por km².

## Geografía
Dickinson South se encuentra ubicado en las coordenadas 46°43′21″N 102°46′13″O / 46.72250, -102.77028. Según la Oficina del Censo de los Estados Unidos, Dickinson South tiene una superficie total de 531.55 km², de la cual 530.82 km² corresponden a tierra firme y (0.14%) 0.72 km² es agua.

## Demografía
Según el censo de 2010, había 516 personas residiendo en Dickinson South. La densidad de población era de 0,97 hab./km². De los 516 habitantes, Dickinson South estaba compuesto por el 97.48% blancos, el 0.19% eran afroamericanos, el 0.19% eran amerindios, el 0% eran asiáticos, el 0% eran isleños del Pacífico, el 0% eran de otras razas y el 2.13% pertenecían a dos o más razas. Del total de la población el 0.19% eran hispanos o latinos de cualquier raza.